# Якобін Венговен
Якобін Венговен  (нід. Jacobine Veenhoven, 30 січня 1984) — нідерландська веслувальниця, олімпійська медалістка.

## Виступи на Олімпіадах
| Олімпіада   | Дисципліна                     | Місце |
| ----------- | ------------------------------ | ----- |
| Лондон 2012 | вісімка розстібна зі стерновим | 3     |

## Зовнішні посилання
- Досьє на sport.references.com

1. ↑  Jacobine Veenhoven